# Canton de Blois-4
Le canton de Blois-4 est un ancien canton français située dans le département de Loir-et-Cher et la région Centre.
Le nom officiel (INSEE) du canton est « Blois 4e Canton », souvent abrégé, dans l'usage courant, en « Blois-4 ».

## Géographie

### Situation
Ce canton était organisé autour de Blois dans l'arrondissement de Blois. Son altitude variait de 63 m (Blois) à 135 m (Blois) pour une altitude moyenne de 73 m.

### Composition
Le canton de Blois 4e Canton se composait d’une fraction de la commune de Blois. Il comptait 10 787 habitants (population municipale) au 1er janvier 2012.
| Nom               | Code Insee | Intercommunalité           | Population (dernière pop. légale)               |
| ----------------- | ---------- | -------------------------- | ----------------------------------------------- |
| Blois (chef-lieu) | 41018      | CA de Blois « Agglopolys » | Fraction : 10 787(2012) Commune : 46 351 (2014) |

## Démographie
| 1975 | 1982 | 1990   | 1999   | 2006   | 2011   | 2012   |
| ---- | ---- | ------ | ------ | ------ | ------ | ------ |
| -    | -    | 15 199 | 14 141 | 12 845 | 10 976 | 10 787 |

## Représentation

### Conseillers généraux du canton
| Période | Période          | Identité                             | Étiquette | Qualité |
| ------- | ---------------- | ------------------------------------ | --------- | --- |
| 1973    | 1976             | Michel de Guillenchmidt              | CD        | Haut fonctionnaire Adjoint au Maire de Blois (1977-1978) |
| 1976    | 1982             | François Mortelette                  | PS        | Cadre Député (1981-1986) Vice-Président du Conseil Général Ancien conseiller municipal de Waziers puis de Cuincy (Nord) Maire de Saint-Sulpice (1977-2001) Conseiller régional (1986-1992) |
| 1982    | 1985             | Bernadette Buteau Fille du précédent | PS        | Cadre de santé |
| 1985    | 1992             | Danièle Alléaume                     | UDF       | Secrétaire-comptable Conseillère municipale (1971 -1983) Adjointe au Maire, chargé des sports (1983-1989)                                                                                  |
| 1992    | 1993 (démission) | Jack Lang                            | PS        | Maire de Blois (1989-2000), Ministre (1981-1986, 1991-1994 et 2000-2002), Député de 1986 à 2000                                                                                            |
| 1993    | 2004             | Jean-Pierre Copois                   | PS        | Technicien de chantiers Conseiller délégué de Blois (1989-2001) |
| 2004    | 2015             | Marc Gricourt                        | PS        | Infirmier Maire de Blois depuis 2008 |

## Pour approfondir